# (23413) 1978 VQ9
1978 في كيو 9 (ويعرف أيضًا باسم (23413) 1978 في كيو 9 وفق تسمية الكوكب الصغير) (بالإنجليزية: 1978 VQ9)‏ هو كويكب ضمن حزام الكويكبات؛ وترتيبه 23413 من حيث الاكتشاف.
اكتُشف هذا الجُرم الفلكي بواسطة اليانور إف. هيلين في 7 نوفمبر 1978.

## وصلات خارجية
- (23413) 1978 VQ9 في قاعدة بيانات مختبر الدفع النفاث لأجرام النظام الشمسي الصغيرة

- الاكتشاف · مخطط المدار ·  العناصر المدارية · المعلمات المادية

- (23413) 1978 VQ9 على موقع ويكي سكاي: DSS2, SDSS, GALEX, IRAS, Hydrogen α, X-Ray, Astrophoto, Sky Map, Articles and images